# Liste der größten Stadien in Österreich

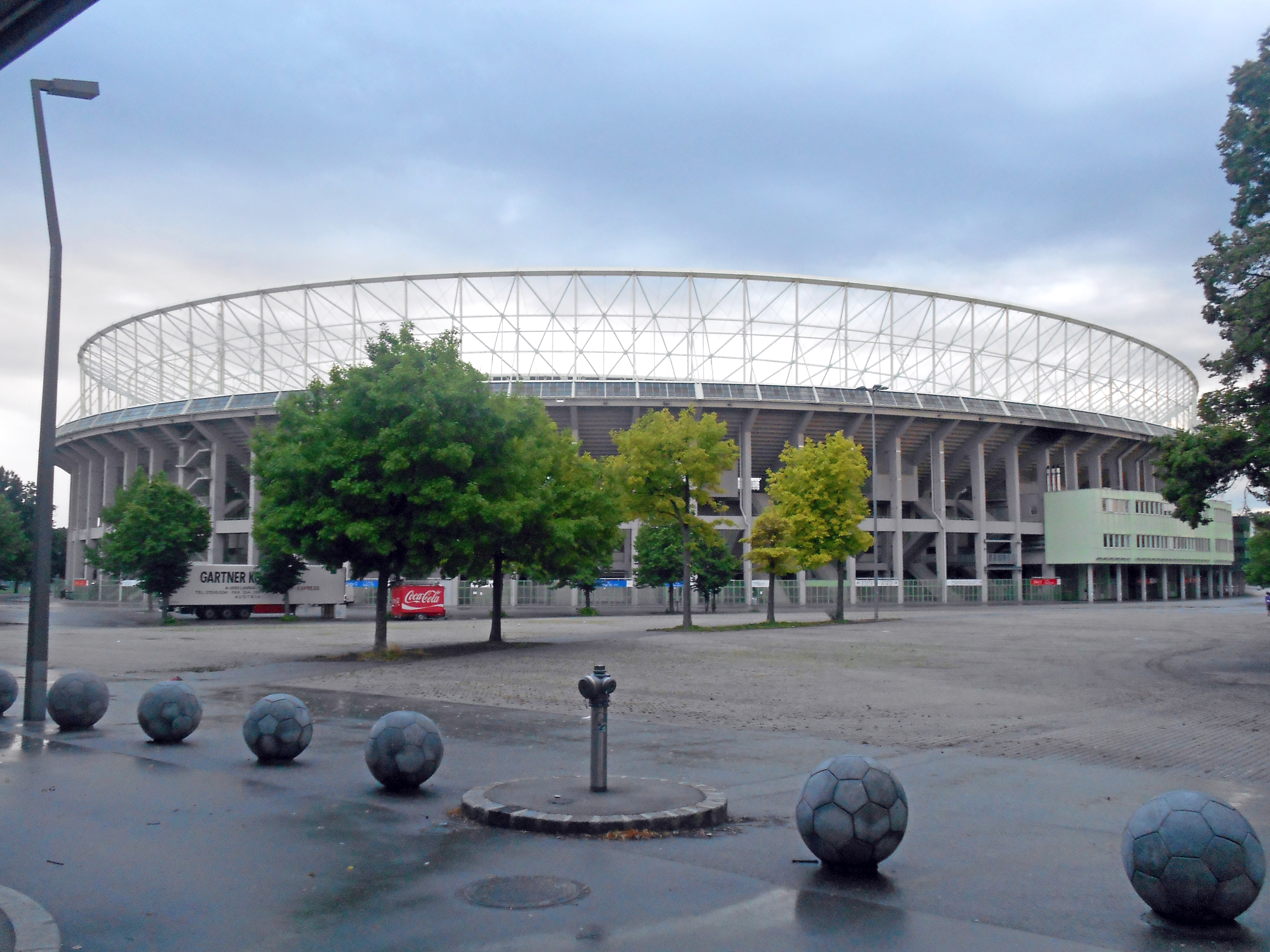
Ernst-Happel-Stadion

Die Liste der größten Stadien in Österreich nennt alle in Österreich befindlichen Stadien, die mehr als 5.000 Personen fassen. Darin erfasst sind auch Skisprung-Stadien sowie Indoor-Arenen, die einen Fokus auf sportliche Veranstaltungen haben. Die zweite Liste nennt historische Stadien Österreichs, diese müssen aber nicht notwendigerweise inzwischen komplett abgerissen sein, sondern können auch in stark verändertem Zustand noch bespielt werden.

## Heutige Stadien
Erklärung:
- Platz: Nennt den Ranglistenplatz, den das Stadion nach Sitz- und Stehplätzen  in der Liste belegt.
- Plätze: Nennt die Anzahl der (Sitz-)Plätze des Stadions.[1][2]
- Name: Nennt den Namen des Stadions. In der Klammer werden mögliche historische Namen des Stadions genannt.
- Stadt: Nennt die Stadt, in der das Stadion steht.
- Land: Nennt das Bundesland, in dem das Stadion liegt.
- Eröffnung: Nennt das Jahr, in dem das Stadion eröffnet wurde.
- Laufbahn: Nennt, ob das Stadion eine Laufbahn für Leichtathletikwettkämpfe hat (Ja), oder nicht (Nein).
- Nutzung: Nennt die Mannschaft, die das Stadion überwiegend benutzt.
- Rekord: Nennt die höchste Zuschauerzahl in der Geschichte des Stadions.
- Jahr: Nennt das Jahr, in dem der Rekord aufgestellt wurde.

| Platz | Plätze  | Name (historischer Name)                              | Stadt               | Land             | Eröff- nung | Lauf- bahn | Nutzung                                                                            | Rekord  | Jahr     |
| ----- | ------- | ----------------------------------------------------- | ------------------- | ---------------- | ----------- | ---------- | ---------------------------------------------------------------------------------- | ------- | -------- |
| 01    | 50.865  | Ernst-Happel-Stadion (Praterstadion)                  | Wien                | Wien             | 1931        | Ja         | Nationalmannschaft FK Austria Wien (übergangsweise) SK Rapid Wien (übergangsweise) | 91.000  | 1960     |
| 02    | 030.188 | Red Bull Arena (EM Stadion Wals-Siezenheim)           | Wals-Siezenheim     | Salzburg         | 2003        | Nein       | FC Red Bull Salzburg FC Liefering                                                  | 29.800  | 2008     |
| 03    | 030.000 | Wörthersee Stadion                                    | Klagenfurt          | Kärnten          | 2008        | Nein       | SK Austria Klagenfurt ÖFB-Cup-Endspiel                                             | 32.000  | 2008     |
| 04    | 028.345 | Allianz Stadion (Weststadion)                         | Wien                | Wien             | 2016        | Nein       | SK Rapid Wien                                                                      | 28.345  | 2016     |
| 05    | 26.000  | Bergisel-Stadion (bis 2001: 40.000)                   | Innsbruck           | Tirol            | 1964        | Nein       | Skispringen                                                                        | 71.000  | 1964     |
| 06    | 25.000  | Paul-Außerleitner-Schanze                             | Bischofshofen       | Salzburg         | 1941        | Nein       | Skispringen                                                                        | –       | -        |
| 07    | 25.000  | Toni-Seelos-Olympiaschanze                            | Seefeld             | Tirol            | 1931        | Nein       | Skispringen                                                                        | –       | -        |
| 08    | 19.080  | Raiffeisen Arena                                      | Linz                | Oberösterreich   | 2023        | Nein       | Linzer Athletik-Sport-Klub                                                         | –       | -        |
| 09    | 17.656  | Generali Arena                                        | Wien                | Wien             | 1925        | Nein       | FK Austria Wien                                                                    | –       | -        |
| 10    | 016.364 | Merkur Arena                                          | Graz                | Steiermark       | 1997        | Nein       | SK Sturm Graz Grazer AK                                                            | 016.364 | 2016     |
| 11    | 016.008 | Tivoli Stadion                                        | Innsbruck           | Tirol            | 2000        | Nein       | FC Wacker Innsbruck Swarco Raiders Tirol                                           | 30.000  | 2008     |
| 12    | 15.700  | Pappelstadion                                         | Mattersburg         | Burgenland       | 1952        | Nein       | SV Mattersburg                                                                     | 18.600  | 2003     |
| 13    | 12.000  | BSFZ-Arena (Bundesstadion Südstadt)                   | Maria Enzersdorf    | Niederösterreich | 1967        | Nein       | FC Admira Wacker Mödling                                                           | –       | -        |
| 13    | 12.000  | Franz-Fekete-Stadion                                  | Kapfenberg          | Steiermark       | 1950        | Ja         | Kapfenberger SV                                                                    | –       | -        |
| 13    | 12.000  | ImmoAgentur-Stadion (Casino-Stadion, Bodenseestadion) | Bregenz             | Vorarlberg       | 1951        | Ja         | SC Schwarz-Weiß Bregenz                                                            | –       | -        |
| 13    | 12.000  | Brunnentalschanze                                     | Stams               | Tirol            | 1988        | Nein       | Skispringen                                                                        | –       | -        |
| 13    | 12.000  | Stadion Birkenwiese                                   | Dornbirn            | Vorarlberg       | 1935        | Ja         | FC Dornbirn 1913                                                                   | –       | -        |
| 18    | 11.000  | Reichshofstadion                                      | Lustenau            | Vorarlberg       | 1953        | Ja         | SC Austria Lustenau FC Lustenau 07                                                 | –       | -        |
| 19    | 10.500  | Gruabn (Sturmplatz)                                   | Graz                | Steiermark       | 1919        | Nein       | Grazer SC Straßenbahn SK Sturm Graz Amateure                                       | –       | -        |
| 20    | 10.000  | Sepp-Doll-Stadion (Kremserstadion)                    | Krems               | Niederösterreich | 1923        | Nein       | Kremser SC                                                                         | 10.000  | 1956     |
| 20    | 10.000  | Vorwärts-Stadion                                      | Steyr               | Oberösterreich   | -           | Nein       | SK Vorwärts Steyr                                                                  | –       | -        |
| 20    | 10.000  | Villacher Alpenarena                                  | Villach             | Kärnten          | 1937        | Nein       | Skispringen                                                                        | –       | -        |
| 23    | 08.755  | TipsArena Linz                                        | Linz                | Oberösterreich   | 1974        | Ja         | von Leichtathletik über Hallenfußball bis zu Boxen, Motocross Jump- und Stuntshows | –       | -        |
| 24    | 08.700  | Wiener Sportclub-Platz                                | Wien                | Wien             | 1904        | Nein       | Wiener Sport-Club                                                                  | –       | -        |
| 25    | 08.500  | Cashpoint-Arena (Schnabelholz)                        | Altach              | Vorarlberg       | 1990        | Nein       | SCR Altach                                                                         | 09.100  | 2006     |
| 26    | 08.000  | NV Arena                                              | St. Pölten          | Niederösterreich | 2012        | Nein       | SKN St. Pölten SKN St. Pölten (Frauen)                                             | 08.000  | 2014     |
| 27    | 07.800  | Olympiahalle Innsbruck                                | Innsbruck           | Tirol            | -           | Nein       | HC Innsbruck                                                                       | –       | -        |
| 28    | 07.700  | Lavanttal-Arena                                       | Wolfsberg           | Kärnten          | 2003        | Ja         | Wolfsberger AC                                                                     | –       | -        |
| 29    | 07.500  | Grenzland Stadion                                     | Braunau             | Oberösterreich   | -           | Ja         | SV Braunau                                                                         | –       | -        |
| 30    | 007.300 | Innviertel Arena                                      | Ried                | Oberösterreich   | 2003        | Nein       | SV Ried Junge Wikinger Ried                                                        | 07.600  | 2003     |
| 31    | 07.200  | Stadion Hohe Warte                                    | Wien                | Wien             | -           | Nein       | First Vienna FC Vienna Vikings                                                     | 80.000  | er1920er |
| 32    | 07.022  | Steffl Arena                                          | Wien                | Wien             | 1995        | Nein       | Vienna Capitals Wiener Eislöwen-Verein EHV Sabres Wien Vienna Flyers               | –       | -        |
| 33    | 06.700  | Trauner Stadion                                       | Traun               | Oberösterreich   | 1980        | Ja         | ASKÖ Steelsharks Traun                                                             | –       | -        |
| 34    | 06.500  | Rudolf-Tonn-Stadion                                   | Schwechat           | Niederösterreich | 1979        | Ja         | SV Schwechat                                                                       | 08.500  | 2003     |
| 34    | 06.500  | Goldeckstadion                                        | Spittal an der Drau | Kärnten          | -           | Nein       | SV Spittal/Drau                                                                    | –       | -        |
| 36    | 06.087  | voestalpine Stadion                                   | Pasching            | Oberösterreich   | -           | Nein       | LASK Amateure OÖ Linzer Athletik-Sport-Klub (Frauen)                               | –       | -        |
| 37    | 06.000  | Stadion Donawitz                                      | Leoben              | Steiermark       | -           | Nein       | DSV Leoben                                                                         | –       | -        |
| 38    | 05.500  | Gernot-Langes-Stadion                                 | Wattens             | Tirol            | -           | Nein       | WSG Wattens                                                                        | –       | -        |
| 39    | 05.200  | Vorarlberghalle                                       | Feldkirch           | Vorarlberg       | -           | Nein       | VEU Feldkirch                                                                      | –       | -        |
| 40    | 05.150  | Stadthalle Klagenfurt                                 | Klagenfurt          | Kärnten          | -           | Nein       | EC KAC                                                                             | –       | -        |
| 41    | 05.000  | Kufstein Arena (Grenzlandstadion)                     | Kufstein            | Tirol            | 1925        | Ja         | FC Kufstein                                                                        | –       | -        |
| 41    | 05.000  | Salzburgarena                                         | Salzburg            | Salzburg         | -           | Nein       |                                                                                    | –       | -        |
| 41    | 05.000  | Klaus-Roitinger-Stadion                               | Ried                | Oberösterreich   | 1971        | Ja         | LAG Ried Breitensport SV Ried Nachwuchs                                            | 12.000  | 1994     |
| 41    | 05.000  | Stadion Vor der Au                                    | Schwanenstadt       | Oberösterreich   | -           | Nein       | SC Schwanenstadt                                                                   | –       | -        |
| 41    | 05.000  | Simmeringer Had                                       | Wien                | Wien             | 1920        | Nein       | 1. Simmeringer SC                                                                  | –       | -        |

## Historische Stadien
Erklärung:

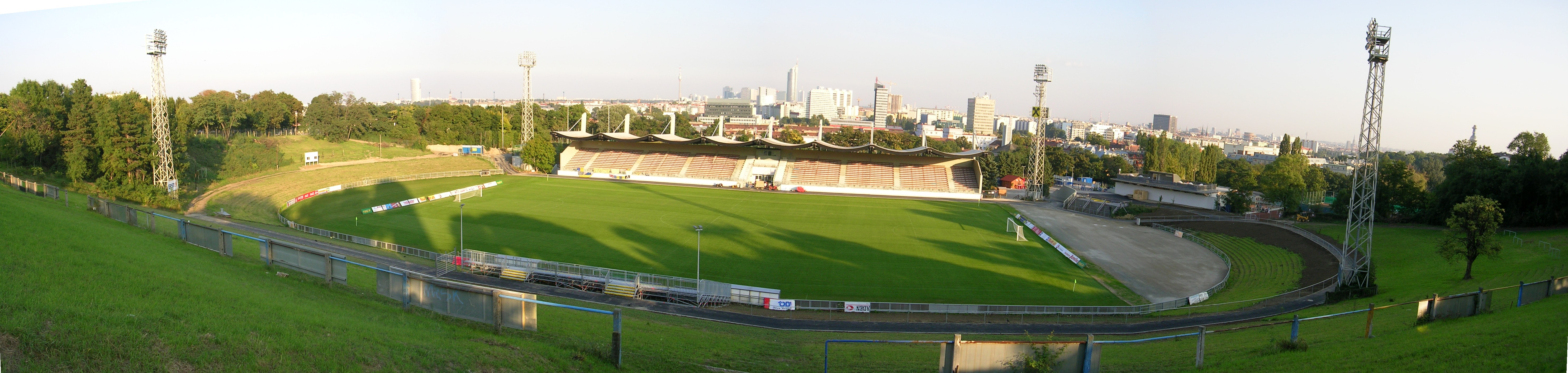
Hohe Warte im heutigen Zustand, die Naturarena ist noch gut zu erkennen

- Platz: Nennt den Ranglistenplatz, den das Stadion nach Sitz- und Stehplätzen  in der Liste belegt.
- Plätze: Nennt die Anzahl der Plätze des Stadions.
- Name: Nennt den Namen des Stadions.
- Stadt: Nennt die Stadt, in der das Stadion steht.
- Eröffnung: Nennt das Jahr, in dem das Stadion eröffnet wurde.
- Nutzung: Nennt die Mannschaft, die das Stadion überwiegend benutzt.
- Bemerkung: Nennt diverse Fakten zum Stadion.

| Platz | Plätze | Name                                  | Stadt           | Eröff- nung | Nutzung                                 | Bemerkung |
| ----- | ------ | ------------------------------------- | --------------- | ----------- | --------------------------------------- | --- |
| 01    | 91.000 | Praterstadion                         | Wien            | 1931        | Nationalmannschaft                      | Nach Modernisierungen auf 51.428 Plätze; Heute Ernst-Happel-Stadion                                                      |
| 02    | 85.000 | Stadion Hohe Warte                    | Wien            | 1921        | Nationalmannschaft First Vienna FC 1894 | Noch in Betrieb, aber Naturarena heute gesperrt                                                                          |
| 03    | 28.500 | Hakoah-Stadion                        | Wien            | 1922        | SC Hakoah Wien                          | 1938 beschlagnahmt, der SA-Standarte 90 übergeben und in weiterer Folge vollkommen zerstört                              |
| 04    | 25.000 | Ober St. Veiter Stadion               | Wien            | 1914        | FK Austria Wien                         | - |
| 05    | 22.000 | Pfarrwiese                            | Wien            | 1911        | SK Rapid Wien                           | 1981 abgerissen |
| 06    | 21.005 | Linzer Stadion                        | Linz            | 1952        | LASK FC Blau-Weiß Linz                  | 2021 abgerissen, wurde durch einen Neubau, die Raiffeisen Arena Linz, ersetzt.                                           |
| 07    | 20.000 | Himmelhof-Schanze                     | Wien            | 1948        | Skispringen                             | 1980 abgebrannt |
| 08    | 18.456 | Gerhard-Hanappi-Stadion (Weststadion) | Wien            | 1977        | SK Rapid Wien                           | 2014 abgerissen, wurde durch einen Neubau, das Allianz Stadion Wien, ersetzt.                                            |
| 09    | 18.000 | Lehener Stadion                       | Salzburg        | 1971        | SV Austria Salzburg                     | Durch Red Bull Arena ersetzt, 2006 abgerissen                                                                            |
| 10    | 17.000 | Tivoli                                | Innsbruck       | 1953        | FC Wacker Innsbruck                     | Durch Tivoli-Neu ersetzt, inzwischen abgerissen                                                                          |
| 11    | 12.188 | Platz Wiener Stadthalle               | Wien            | 1957        | Eishockey                               | |
| 12    | 11.259 | Wörthersee-Stadion                    | Klagenfurt      | 1960        | SK Austria Klagenfurt                   | Durch Wörthersee-Arena ersetzt                                                                                           |
| 13    | 10.000 | Lindenstadion                         | Eisenstadt      | 1953        | SC Eisenstadt                           | Aufgrund von Baufälligkeit gesperrt                                                                                      |
| 14    | 09.000 | GAK Platz Körösistraße                | Graz - Geidorf  | 1902        | Grazer AK                               | 2005 verkauft, abgerissen und durch eine Wohnanlage ersetzt                                                              |
| 15    | 08.000 | Voithplatz                            | St. Pölten      | 1951        | SKN St. Pölten FSK St. Pölten           | 2020 abgerissen und durch eine Wohnanlage ersetzt                                                                        |
| 16    | 07.036 | Wiener Neustädter Stadion             | Wiener Neustadt | 1955        | SC Wiener Neustadt                      | 2020 abgerissen |
| 17    | 05.500 | Ferry-Dusika-Hallenstadion            | Wien            | -           | Rad- und Turnsport                      | 2022 abgerissen und als Ersatz wird ein neuer aus drei horizontalen Schichten zusammengesetzte Gebäudekomplex errichtet. |